# Панирование

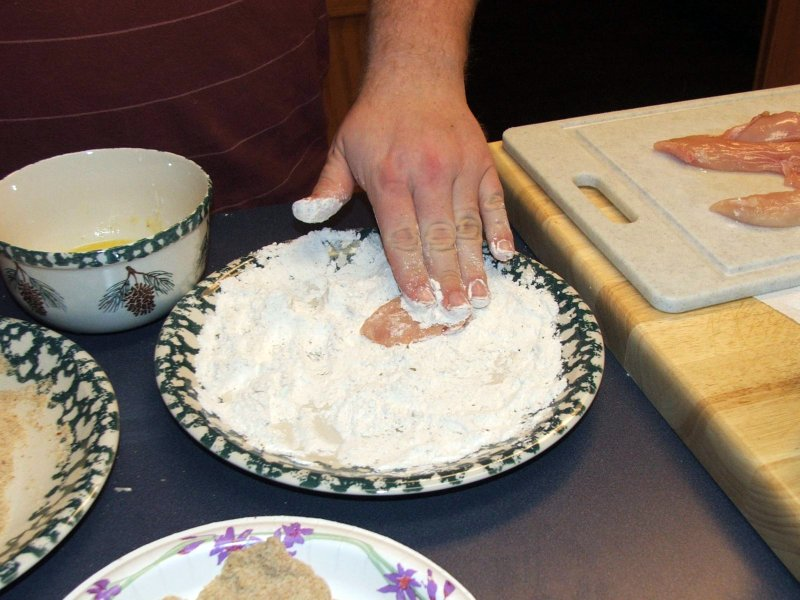
Панирование куриного филе в муке, взбитом яйце и хлебной крошке

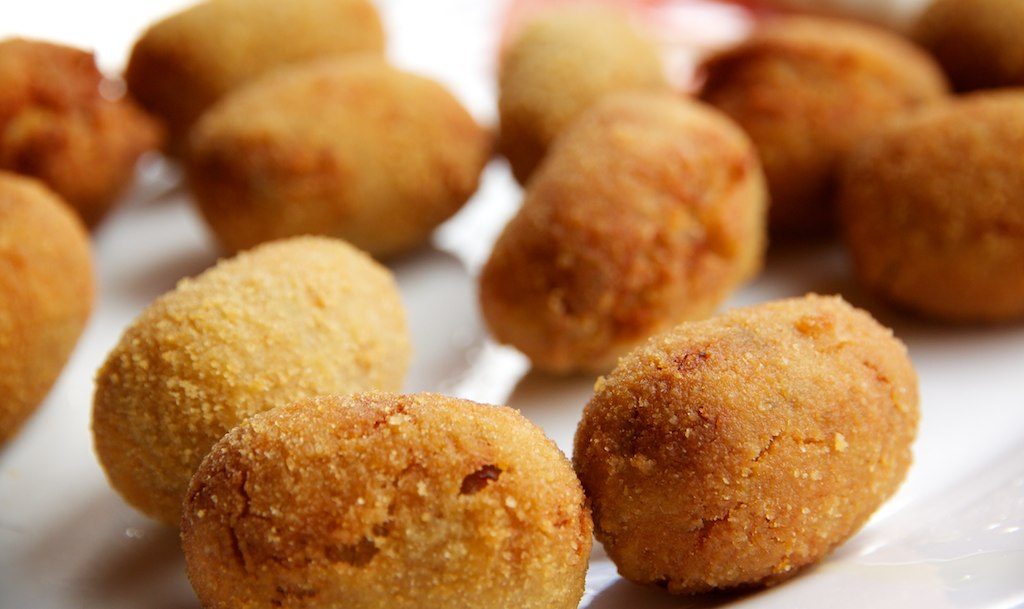
Испанские крокеты с хамоном в коричневой панировке

Панирова́ние, паниро́вка (от фр. paner, panures — «толчёные сухари») — завершающий этап подготовки продукта к жарке. Предназначенный для жарки продукт покрывают пана́дой — слоем сухарей, муки, панировочной яично-мучной смеси или кляром для того, чтобы исключить прилипание кулинарного изделия к жарочной поверхности и тем самым сохранить его целостность, а также получить на поверхности продукта окрашенную поджаристую корочку. От качества исходных продуктов для панады и жира для жарки в значительной степени зависит внешний вид, вкус и запах готового блюда.
В кулинарии выделяют два основных вида панировки: красную и белую. Красная, сухарная панировка из молотых пшеничных сухарей даёт при жарке коричневую корочку и традиционно используется для жареных мясных блюд, в частности, отбивных котлет, ромштексов, шницелей. Белую, хлебную панировку получают протиранием через сито чёрствого мякиша белого хлеба, её используют для птицы и рыбы, на поверхности при их жарке образуется розовая корочка. Помимо белой и красной панировки выделяют также мучную панировку (в просеянной пшеничной муке) и фигурную панировку (в зачищенном от корки и нарезанном соломкой чёрством пшеничном хлебе). Известен также способ двойной панировки, когда предназначенные для панирования порционные куски мяса или рыбы сначала посыпают солью и перцем и обваливают в муке, затем смачивают в льезоне и ещё раз обваливают в хлебной или сухарной крошке.
Панирование — популярный приём австрийской кулинарии. Панировочная крошка требуется для приготовления многих блюд, начиная с цветной капусты или венского шницеля и заканчивая яблочным штруделем или творожными клёцками. Австрийцы дают имена любимым вещам с неподражаемой снисходительностью: венский шницель они называют «ковром из хлебной крошки», о хорошо одетом человеке говорят, что он «в тонкой панировке», а об угрожающем скандале — «пойдут крошки по закоулочкам».